# Ghost Stories Live 2014
Ghost Stories Live 2014 è il quarto album dal vivo del gruppo musicale britannico Coldplay, pubblicato il 24 novembre 2014 dalla Parlophone.

## Descrizione
Filmato da Paul Dugdale, Ghost Stories Live 2014 documenta il concerto tenuto dal gruppo nel mese di marzo 2014 presso i Sony Studios di Los Angeles davanti a un pubblico ristretto di fan. Parte di questo concerto era stato distribuito per le televisioni mondiali durante il mese di maggio 2014 all'interno dello speciale dedicato ai Coldplay. Riguardo a questo concerto, il frontman Chris Martin ha così commentato:
Nel DVD sono inoltre compresi otto videoclip, tra cui quelli inediti delle b-side All Your Friends e Ghost Story e quello esteso di Magic, con un nuovo cameo di Peter Fonda. Insieme al DVD è inoltre presente un CD audio che contiene i brani dell'album eseguiti tra Londra, Sydney, Parigi, Colonia, New York e Los Angeles tra aprile e luglio 2014.

## Tracce
Testi e musiche di Guy Berryman, Jonny Buckland, Will Champion e Chris Martin, eccetto dove indicato.

### DVD/BD
- Ghost Stories Live 2014

1. Always in My Head
2. Magic
3. Ink
4. True Love
5. Midnight (Guy Berryman, Jonny Buckland, Will Champion, Chris Martin, Jon Hopkins)
6. Another's Arms
7. Oceans
8. A Sky Full of Stars (Guy Berryman, Jonny Buckland, Will Champion, Chris Martin, Tim Bergling)
9. O

- Music Videos

1. Midnight (Guy Berryman, Jonny Buckland, Will Champion, Chris Martin, Jon Hopkins)
2. Magic (Extended Director's Cut)
3. A Sky Full of Stars (Guy Berryman, Jonny Buckland, Will Champion, Chris Martin, Tim Bergling)
4. True Love
5. Ink (Live at the Royal Albert Hall)
6. All Your Friends
7. Ghost Story
8. Always in My Head (Artwork Animation)

- Alternate Live Takes

1. Always in My Head
2. Oceans

### CD
1. Always in My Head (Live at the Royal Albert Hall, London) – 3:57
2. Magic (Live at the Enmore Theatre, Sydney) – 4:52
3. Ink (Live at Le Casino de Paris, Paris) – 4:09
4. True Love (Live at the Enmore Theatre, Sydney) – 4:20
5. Midnight (Live at the Royal Albert Hall, London) – 4:48 (Guy Berryman, Jonny Buckland, Will Champion, Chris Martin, Jon Hopkins)
6. Another's Arms (Live at the Beacon Theatre, New York) – 3:55
7. Oceans (Live at E-Werk, Cologne) – 4:28
8. A Sky Full of Stars (Live at the Royal Albert Hall, London) – 4:38 (Guy Berryman, Jonny Buckland, Will Champion, Chris Martin, Tim Bergling)
9. O (Live at Royce Hall, Los Angeles) – 5:36

Traccia bonus nell'edizione giapponese
1. Viva la vida (Live at Dome City Hall, Tokyo)

Tracce bonus nell'edizione di iTunes
1. Always in My Head (Alternate Live Take) (Video) – 3:35
2. Oceans (Alternate Live Take) (Video) – 5:13

## Formazione
- Chris Martin – voce, chitarra acustica (tracce 2-3, 7), arpa laser (traccia 5), pianoforte (tracce 6 e 9)
- Jonny Buckland – chitarra elettrica, tastiera (traccia 5)
- Guy Berryman – basso, tastiera (traccia 4), arpa laser (traccia 5)
- Will Champion – batteria e voce, loop station e ReacTable (traccia 5)

## Classifiche
| Classifica (2014) | Posizione massima |
| ----------------- | ----------------- |
| Belgio (Fiandre)  | 18                |
| Belgio (Vallonia) | 21                |
| Francia           | 165               |
| Italia            | 14                |
| Norvegia          | 35                |
| Nuova Zelanda     | 24                |
| Paesi Bassi       | 15                |
| Portogallo        | 8                 |